# 兵庫県道239号下宮六地蔵線
兵庫県道239号下宮六地蔵線（ひょうごけんどう239ごう しものみやろくじぞうせん）は、兵庫県豊岡市を通る一般県道である。

## 概要
豊岡市下宮から豊岡市六地蔵に至る。

### 路線データ
- 起点：豊岡市下宮（北近畿タンゴ鉄道宮津線 コウノトリの郷駅前、兵庫県道160号奥野コウノトリの郷停車場線終点）
- 終点：豊岡市六地蔵（兵庫県道548号楽々浦玄武洞豊岡線交点）
- 総延長：798 m

## 路線状況

### 道路施設

#### 橋梁
- 日撫橋（六方川、豊岡市）

## 地理

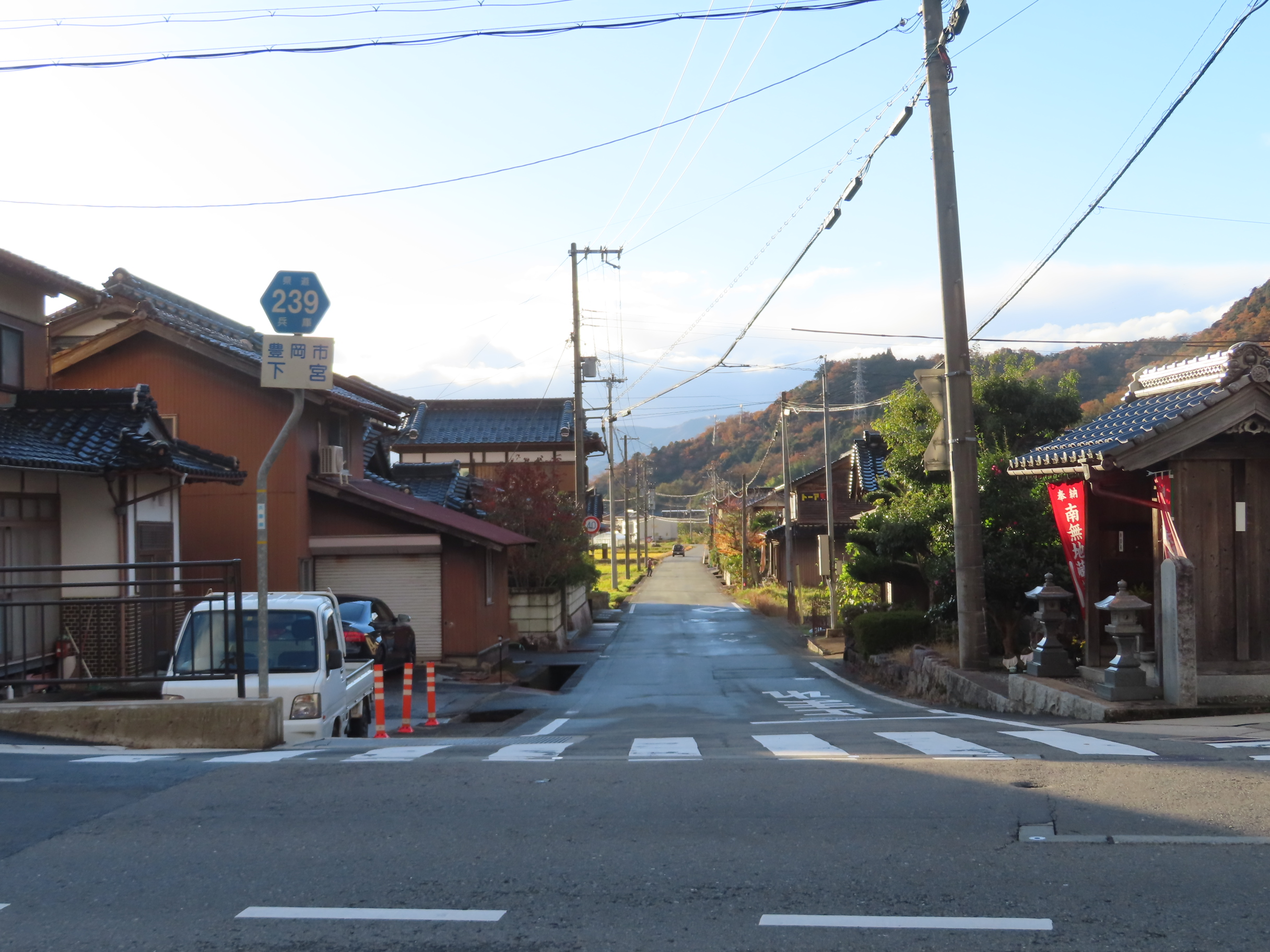
起点
豊岡市下宮

### 通過する自治体
- 豊岡市

### 交差する道路
| 交差する道路                            | 交差する場所 | 交差する場所 |
| --------------------------------------- | ------------ | ------------ |
| 兵庫県道160号奥野コウノトリの郷停車場線 | 下宮         | 起点         |
| 兵庫県道548号楽々浦玄武洞豊岡線         | 六地蔵       | 終点         |

### 交差する鉄道
- 北近畿タンゴ鉄道宮津線

### 沿線
- 北近畿タンゴ鉄道宮津線 コウノトリの郷駅
- 円山川